# Еберхард III фон Неленбург
Еберхард III (V/VI) фон Неленбург (на немски: Eberhard III (V/VI) von Nellenburg; † 10 март 1371) е граф на Неленбург в Югозападна Германия и Северна Швейцария.

## Произход
Той е син на граф Еберхард II (V) фон Неленбург, ландграф в Хегау и Медах (до Щоках), имперски фогт на Цюрих († сл. 1363) и внук на Еберхард IV (I) фон Неленбург († сл. 1331) от род Еберхардинги. Правнук е на Манеголд II фон Неленбург († 1294/1295), ландграф в Хегау и Мадах. Праправнук е на граф Еберхард фон Неленбург-Феринген († сл. 1257). Роднина е на Удо фон Неленбург, архиепископ на Трир (1066 – 1078). Брат е на Хайнрих фон Неленбург († 11 септември 1365), женен пр. 15 ноември 1343 г. за Урсула фон Хазенбург († 1368), баща на Мехтилд († сл. 1357), омъжена сл. 1300 г. за граф Улрих III фон Берг-Шелклинген († сл. 1316).
Графовете на Неленбург са значим благороднически род и са господари на Ландграфство Неленбург с резиденция замък Неленбург при Щоках. Те произлизат от швабския род Еберхардинги от Цюрихгау (с център Цюрих) и са роднини с род Бурхардинги. През 1422 г. графството и ландграфството са наследени от господарите на Тенген, които през 1465 г. ги продават на Хабсбургите.
Еберхард III (V/VI) фон Неленбург умира на 10 март 1371 г. и е погребан в Хинделванг.

## Фамилия
Еберхард III (V/VI) фон Неленбург се жени за Ирмгард фон Тек († ок. 13 декември 1363), дъщеря на херцог Лудвиг III фон Тек († 1334) и графиня Маргарета фон Труендинген († 1348). Те имат децата:
- Волфрам фон Неленбург († 11 юли 1393), ландграф в Хегау и в Мадах, женен за Агнес фон Мач
- Маргарета фон Неленбург († сл. 1381), омъжена пр. 1363 г. за граф Йохан III фон Тенген-Вартенфелс и Неленбург († сл. 20 март 1408)
- Еберхард VII фон Неленбург († между 24 юли 1421 – 27 март 1422), граф на Неленбург, женен I. сл. 9 юли 1386 г. за Анна фон Тирщайн († 14 юли 1401), II. ок. 1411/пр. 31 август 1413 г. за Елизабет фон Монфор-Брегенц (* пр. 1399; † 4 юни 1458), която се омъжва 1422/1424 г. за маркграф Вилхелм фон Хахберг-Заузенберг († 1482)
- Фридрих II фон Неленбург († сл. 1411)
- Конрад фон Неленбург († 24 юли 1421/1422), каноник в Страсбург
- ? Вилхелм фон Неленбург († сл. 1391), женен за Агнес фон Кирхберг († 1401), дъщеря на граф Вилхелм II фон Кирхберг († 1370)
- ? дъщеря фон Неленбург, омъжена за Егено фон Фрайбург († 1385)
- ? Урсула фон Неленбург († сл. 1385), омъжена за рицар Конрад II Валднер († 1402)